# Marvin Ávila
Marvin Tomas Ávila Sánchez (6 de diciembre de 1985) es un futbolista guatemalteco que se desempeña como Mediocampista o Mediapunta. Actualmente juega para el Club Deportivo Heredia de la Primera División de Guatemala. 
"Titiman" es uno de los mejores jugadores guatemaltecos, entre sus principales características esta la velocidad y su humildad. También lo que lo caracteriza es la vuelta que hace después de marcar un gol. Es padre de Marvin Ávila Jr.

## Trayectoria
Marvin "Titiman" Ávila debutó en el año 2004 en Liga Mayor bajo las órdenes del Profesor. Horacio Cordero, en el Club Social y Deportivo Suchitepéquez.
Marvin junto con Florencio Martínez llegan a Municipal procedentes del Deportivo Suchitepéquez, aunque este último fue cedido a otro equipo ya que solo Marvin entraba en los planes del Entrenador en ese momento, Ávila se desempeña en la posición de mediapunta o delantero, es el jugador más querido por las porras de municipal, y uno de los jugadores más queridos por sus compañeros y más respetado por sus rivales, todo corresponde a su capacidad y caballerosidad en el juego.
Marvin Ávila es recordado por un partido contra la selección de México en la cual Marvin "El Titiman" Ávila marca un doblete con el cual Guatemala vence 3 a 2 a México.

## Controversia
Marvin Ávila en el 2009 no se presentó a una convocatoria a Selección, por lo cual fue sancionado por 2 años de todo proceso de selección, la cual más tarde quedaría en 1 año.
En el 2012 fue dejado fuera de un proceso de selección por supuesto cambio de opinión con respecto al amaño de partidos de sus compañeros de selección. 

## Selección nacional
Con la Selección de Fútbol ha jugado 10 juegos internacionales. Fue parte del Equipo que participó en las eliminatorias para el Mundial de Sudáfrica 2010.

## Clubes
| Club                                  | País      | Año         |
| ------------------------------------- | --------- | ----------- |
| Club Social y Deportivo Suchitepéquez | Guatemala | 2004 - 2007 |
| Club Social y Deportivo Municipal     | Guatemala | 2007 - 2009 |
| Guizhou Renhe                         | China     | 2009        |
| Club Social y Deportivo Municipal     | Guatemala | 2009-2017   |
| Club Social y Deportivo Suchitepéquez | Guatemala | 2017 - 2018 |
| Deportivo Siquinalá                   | Guatemala | 2021 - 2022 |

- Datos: Q1037444